# Víctor Manuel Barceló Rodríguez
Víctor Manuel Barceló Rodríguez (Emiliano Zapata, Tabasco; 14 de junio de 1936) es un político y diplomático mexicano. Fue Gobernador Interino de Tabasco en 1999. Desde 2019, es embajador de México ante Uruguay.

## Carrera política
Desde muy joven es militante del Partido Revolucionario Institucional (PRI). Es maestro normalista de la Escuela Nacional de Maestros, licenciado en Economía por la Facultad de Economía de la Universidad Nacional Autónoma de México (UNAM) y maestro en Evaluación Educativa, por El Colegio de Puebla. 
Inició su carrera como Consejero Comercial de la Embajada de México en Argentina. De 1963 a 1964 se desempeñó como embajador de México ante Colombia, cargo que ocupó nuevamente de 1971 a 1973, durante la administración del presidente Luis Echeverría Álvarez. 
Fue director general del Instituto de Capacitación Política (ICAP) de la Secretaría de la Reforma Agraria, entre 1981 y 1985 y luego fue Subsecretario de Organización y Desarrollo Agrario de la Secretaría de la Reforma Agraria de 1985 a 1988.
Posteriormente, fue designado Vocal Ejecutivo de la Comisión Coordinadora para el Desarrollo Rural del Departamento del Distrito Federal, entre 1988 y 1992.
También fue Director de Asuntos Internacionales de la Secretaria de Gobernación, entre 1992 y 1995
Durante la administración de Roberto Madrazo Pintado como Gobernador de Tabasco fue designado Secretario de Gobierno. Posteriormente, el 14 de junio de 1999 fue designado gobernador interino de Tabasco, por el Congreso del Estado de Tabasco, cargo que ocupó hasta el 26 de noviembre de ese año.
Entre 1999 y 2001 ocupó el cargo de director general del Comité Administrador del Programa Federal de Construcción de Escuelas (CAPFCE).
Ha desempeñado cargos públicos en el Gobierno de Puebla como subsecretario de Gobierno y de Educación Básica, así como Jefe de Asesores del Secretario de Administración y Finanzas. 
El 29 de abril de 2019 fue ratificado por el Senado de la República como embajador de México en Uruguay a propuesta del presidente Andrés Manuel López Obrador.

## Gobernador interino de Tabasco
Cuando el entonces gobernador de Tabasco, Roberto Madrazo Pintado solicita licencia para ausentarse del cargo, para buscar de la candidatura presidencial del PRI, Víctor Manuel Barceló es designado como Interino, el 14 de junio de 1999.
Durante su gestión, le corresponde organizar y supervisar las acciones y trabajos para resolver los problemas de inundaciones provocadas por el desfogue de la presa Peñitas en 1999, que incrementó considerablemente el nivel de los ríos Mezcalapa, Samaria y Carrizal, inundando gran parte de la planicie tabasqueña, incluyendo la parte noroeste de la ciudad de Villahermosa, capital del estado, en la zona de Tabasco 2000, así como colonias y fraccionamientos exclusivos como: Campestre, Fracc. Carrizal, La Joya, Los Claustros, Las Palmas, Galaxias, y colonias como Espejo I y II, Carrizales, Bosques de Saloya, Los Cedros, Samarkanda y varias más. 
Su paso como jefe de la administración tabasqueña concluyó una vez que Roberto Madrazo fue derrotado por Francisco Labastida Ochoa en la elección interna y decidió regresar para concluir su mandato constitucional el 26 de noviembre de 1999. 
Tras su salida, aceptó una invitación del presidente Ernesto Zedillo para ocupar la dirección de CAPFCE del gobierno federal.